# Movimento Armilar Lusitano
O Movimento Armilar Lusitano foi um grupo de extrema-direita neonazi português, que se iniciou em 2018 e cuja atividade se acentuou sobretudo a partir da altura da pandemia de COVID-19. O grupo tinha como objetivo constituir-se como um movimento político, apoiado numa milícia armada, incentivando à discriminação, ao ódio e à violência contra imigrantes e refugiados.
O grupo foi desmantelado pela Polícia Judiciária em 2025, sendo suspeito de preparar ações terroristas contra o Estado português, concretamente, uma invasão da Assembleia da República.

## Operação Desarme 3D
Em 17 de junho de 2025, a Polícia Judiciária, no âmbito de uma investigação desenvolvida pela Unidade Nacional Contra-Terrorismo, desencadeou uma operação para cumprimento de 15 mandados de busca e apreensão relativas a suspeitos de integrar o Movimento Armilar Lusitano, indiciados pela prática dos crimes de infrações relacionadas com grupo e atividades terroristas, discriminação e incitamento ao ódio e à violência, e detenção de arma proibida. A investigação, em curso desde 2021–2022 resultou da deteção de manifestações extremistas online por parte de seguidores do Movimento Armilar Lusitano apologistas de um ideário anti-sistema e conspirativo. A ação deste grupo já tinha sido investigada pela Polícia Judiciária Militar em 2020, na sequência da partilha de documentos confidenciais da Marinha num blogue afeto ao MAL por um perfil falso, mas o inquérito acabou por ser arquivado na altura.
Foram detidas seis pessoas em flagrante delito; entre elas, encontrava-se um chefe da Polícia de Segurança Pública, Bruno Gonçalves, àquela data a desempenhar funções de chefia na Polícia Municipal de Lisboa. Foram apreendidos explosivos de vários tipos, várias armas de fogo (algumas das quais produzidas através de tecnologia de impressão 3D, algo inédito em Portugal até à altura), várias dezenas de munições, várias armas brancas, material informático, entre outros elementos de prova; todo este material apreendido foi estimado em milhares de euros. Entre as apreensões, encontrar-se-iam também vários livros de Adolf Hitler, autocolantes e bandeiras do grupo neonazi 1143 liderado por Mário Machado, e uma bandeira que parece ter ligações a grupos neonazis alemães.
Quatro dos seis detidos na operação ficaram em prisão preventiva, os restantes ficaram com medida de termo de identidade e residência.
Entre os membros, além dos detidos, haverão mais elementos das forças de segurança entre os membros, que são sobretudo homens. Num dos canais de Telegram do grupo, contam-se mais de 900 membros, incluindo elementos de vários outros grupos de extrema-direita. Manuel Matias, ex-assessor do Chega, e pai da deputada Rita Matias, terá figurado numa lista de apoiantes do Movimento Armilar Lusitano e chegado a publicar conteúdos naquele fórum no qual só se entrava via convite; contactado pelo Correio da Manhã, que o noticiou, Matias negou qualquer ligação, negando sequer conhecer o grupo.